# Stenhomalus nigerrimus
Stenhomalus nigerrimus là một loài bọ cánh cứng trong họ Cerambycidae.